# To Gillian on Her 37th Birthday
To Gillian on Her 37th Birthday (bra: Para Gillian no Seu Aniversário; prt: A Magia de Gillian) é um filme estadunidense de 1996, do gênero comédia dramático-romântica, dirigido por Michael Pressman, com roteiro de David E. Kelley baseado na peça teatral To Gillian on Her 37th Birthday, de Michael Brady.

## Sinopse
Mesmo dois anos após a morte da mulher, viúvo inconformado aproxima-se da melancolia e se recolhe num mundo de fantasia onde conversa diariamente com a esposa morte, negligenciando a filha. Seus cunhados, preocupados, tentam reanimá-lo, ao mesmo tempo em que requerem a guarda da sobrinha.

## Elenco
| Ator                | Personagem     |
| ------------------- | -------------- |
| Peter Gallagher     | David Lewis    |
| Michelle Pfeiffer   | Gillian Lewis  |
| Claire Danes        | Rachel Lewis   |
| Laurie Fortier      | Cindy Bayles   |
| Wendy Crewson       | Kevin Dollof   |
| Kathy Baker         | Esther Wheeler |
| Bruce Altman        | Paul Wheeler   |
| Freddie Prinze, Jr. | Joey Bost      |
| Seth Green          | Danny Green    |